# 荒木繪里香
荒木繪里香（1984年8月4日—），出生於日本岡山縣倉敷市，日本排球運動員，身高186公分，於2004年入选日本國家女子排球隊。於2006年世界排球锦标赛及2008年夏季奧林匹克運動會皆有參賽。於2008年9月，荒木被東麗箭派到意大利Volley Bergamo女子排球隊成為交流選手，是繼高橋美雪後第二位到意大利的日本外援選手。

## 來歷
她的父親是前早稻田大學橄欖球隊的隊員，母親則為體育老師，雙親都和體育方面有關，因此小時候就同時參加了游泳與田徑的俱樂部，在此領域也表現突出。在小學五年級時，開始接觸排球運動，到了中學時期已經成為「水瓶座盃」比賽的選拔成員之一。之後高校就讀成德學園高校（今下北澤成德高校），與大山加奈等人奪得全國高等學校排球選拔優勝大會（春高排球）、全國高等學校綜合體育大會以及國民體育大會的冠軍。
2003年，加入東麗箭。在入隊的首年，即以全聯盟攻擊成功率第二位的成績，進入最佳陣容。同年入選日本國家隊，前往歐洲進行比賽，不過並未進入2004年奧運會的國家隊名單之中。
2005年，再次入選國家隊，場上位置以副攻為主。2006年的世界女排大獎賽，首戰面對古巴時被列於先發陣容，以攻擊成功率90%的成績，進入了隊上固定班底，並在同年舉行的世界排球錦標賽出場。2007年，參與亞洲排球錦標賽貢獻良多，最終使日本獲得相隔24年的冠軍獎盃。在世界盃排球賽負責副攻的位置，全部比賽皆出場。
2008年，於場上表現活躍，幫助東麗箭奪下天皇杯・皇后杯、2007/08賽季V超級聯賽冠軍，個人也包辦了最高榮譽選手獎、扣殺獎、攔網獎等六項最佳獎項，其中扣殺成功率54.7%，也打破1999/00賽季先野久美子創下的日本本土選手53.38%的最高紀錄。
2008年8月，前往北京參加2008年奧運會，得到最佳副攻獎。
2008年9月，被租借至義大利的職業球隊Volley Bergamo一年，共從9月效力到隔年5月。2009年10月，正式復歸母隊東麗箭。2009/10該賽季，不僅幫助球隊完成歷史上首次聯賽三連霸，也再度獲得扣殺獎並入選最佳陣容，另外同時也對2010年日韓聯賽頂級賽、全日本男女選拔排球大會的冠軍作出貢獻。
2009年5月，成為日本國家隊的隊長。2010年11月，參加由日本為主辦國的世界排球錦標賽，最終擊敗美國獲得季軍。
2011年6月，參與蒙特勒排球大賽，協助日本奪得首座賽會冠軍。之後，成為國家隊中的核心，在其他球員紛紛受傷的情形下，穩定佔有自身的位置。同年11月的2011年世界盃女子排球賽得到殿軍，俱樂部方面則獲得2011年度天皇杯・皇后杯以及2011/12賽季V超級聯賽的冠軍，個人並榮獲相隔四年以來的第二個MVP。此外，還獲頒攔網獎、最佳陣容。
2012年6月，被選入2012年奧運會代表隊，連續兩屆奧運會皆出場。作為隊長的身分，帶領著球隊成功獲得銅牌，這也是睽違28年日本國家隊在奧運會上再次獲頒獎牌榮譽。
2013年，於2012/13賽季V超級聯賽上，囊括扣殺獎、攔網獎、救球獎三座個人數據獎項，並得到敢鬪獎以及入選最佳陣容。同年6月18日，在球季結束後宣布與橄欖球選手四宮洋平結婚。
2013年10月3日，東麗箭官方網站上發表預計隔年春天生產的消息，確定同年10月底退隊。
2016年，於2015/16賽季V超級聯賽上，其在赛中的攔網非常亮眼，而日本女排在攔網上比較欠佳，所以被真鍋政義邀請她再次回到日本女排的陣營當中。其後其隨隊出戰2016里約奧運落選赛暨亞洲區資格赛。赛中其攔網得分不少。最終日本女排5勝2負積14分，獲得了寶貴的奧運資格。

## 人物
個人口號
拔起世界的鐵腕繪里香（世界をぶちぬく鉄腕エリカ）
戰鬥・繪里香（ファイティング・エリカ、2006年世界女子排球錦標賽）
- 因為訓練而減肥的結果，使得自身在場上的移動範圍更加寬廣。
- 2007年，被京阪電鐵任命為海報人物，海報上的標語是「攔網名球員荒木選手也將（電鐵的）漏音問題拒之門外」（ブロックの名手荒木選手は音漏れもシャットアウト）。
- 在國家隊裡被稱為「Arakingu」（アラキング）。
- 攻下分數時，有踩踏場上側線的習慣。

## 經歷與獲獎
- 所屬球隊經歷

倉敷北中學校→成德學園高等學校（現下北澤成德高等學校）→東麗箭（2003年 - ）→  Volley Bergamo（2008年 - 2009年）
- 日本國家女子排球隊 - 2004年-
- 主要國際比賽經歷
  - 奧運會 - 2008年、2012年（銅牌）
  - 世界女子排球錦標賽 - 2006、2010年（季軍）
  - 世界盃女子排球賽 - 2007年、2011年
- 獲獎
  - 2004年 - 第10屆V聯賽 最佳陣容
  - 2006年 - 第12屆V聯賽 最佳陣容
  - 2008年 - 2007/08V超級聯賽 MVP、扣殺獎、攔網獎、最佳陣容、V聯賽日本紀錄獎（扣殺成功率紀錄）
  - 2008年 - 2008年奧運會排球比賽 最佳副攻獎
  - 2010年 - 2009/10V超級聯賽　扣殺獎、最佳陣容
  - 2010年 - 第59屆黑鷲旗全日本男女選拔排球大會　最佳陣容
  - 2011年 - 2010/11V超級聯賽 最佳陣容
  - 2012年 - 2011/12V超級聯賽 MVP、最佳陣容、攔網獎、V榮譽獎（個人獎8次）
  - 岡山縣縣民榮譽獎（2012年8月）、岡山縣體育特別表彰（2012年8月）[9]、倉敷市市民榮譽獎（2012年8月）
  - 2013年 - 2012/13V超級聯賽 敢鬪獎、扣殺獎、攔網獎、救球獎、最佳陣容